# Brad William Henke
Brad William Henke (* 10. April 1966 in Columbus, Nebraska; † 29. November 2022) war ein US-amerikanischer Schauspieler.

## Leben
Brad William Henkes Schauspielkarriere begann 1996 mit dem Film Mr. Wrong – Der Traummann wird zum Alptraum an der Seite von Ellen DeGeneres, Joan Cusack und Bill Pullman. Es folgten kleinere Rollen in Filmen und zahlreiche Gastauftritte in Fernsehserien wie Chicago Hope, Nash Bridges, Emergency Room und Pretender. Von 2000 bis 2001 spielte er eine Nebenrolle in der Fernsehserie Nikki. Es folgten weitere Gastauftritte in Für alle Fälle Amy oder CSI: Den Tätern auf der Spur.
2004 bekam Henke seine erste größere Rolle als Martin Jones in dem Film Attentat auf Richard Nixon. Es folgten weitere Rollen in Spielfilmen, u. a. in World Trade Center unter der Regie von Oliver Stone. 2005 spielte er in dem mehrfach ausgezeichneten Film Ich und du und alle, die wir kennen den Andrew. In dem Film Choke – Der Simulant stellte Henke den Denny dar. In dem preisgekrönten Kurzfilm Short Term 12 hatte Henke die Hauptrolle des Denim inne. Auch spielte er wiederkehrende Rollen in den Fernsehserien Dexter, Lost und Justified.
Henke starb am 29. November 2022 im Alter von 56 Jahren.

## Filmografie (Auswahl)
- 1996: Mr. Wrong – Der Traummann wird zum Alptraum (Mr. Wrong)
- 1996: The Fan
- 1996: Space Jam
- 1996: Chicago Hope – Endstation Hoffnung (Chicago Hope, Fernsehserie, Folge 3x03)
- 1996–1997: Nash Bridges (Fernsehserie, 2 Folgen, verschiedene Rollen)
- 1998: Emergency Room – Die Notaufnahme (ER, Fernsehserie, Folge 4x11)
- 1998: Pretender (The Pretender, Fernsehserie, Folge 3x01)
- 1999: The 13th Floor – Bist du was du denkst? (The Thirteenth Floor)
- 2000–2001: Nikki (Fernsehserie, 17 Folgen)
- 2002: Für alle Fälle Amy (Judging Amy, Fernsehserie, Folgen 4x07–4x08)
- 2003: CSI: Vegas (CSI: Crime Scene Investigation, Fernsehserie, Folge 4x05)
- 2004: Attentat auf Richard Nixon (The Assassination of Richard Nixon)
- 2005: Ich und du und alle, die wir kennen (Me and You and Everyone We Know)
- 2005: Dirty Movie (The Moguls)
- 2005: Frau mit Hund sucht … Mann mit Herz (Must Love Dogs)
- 2005: Der Zodiac-Killer (The Zodiac)
- 2006: SherryBaby
- 2006: World Trade Center
- 2006: Dexter (Fernsehserie, 4 Folgen)
- 2006: Vergeltung – Sie werden Dich finden (Altered)
- 2007–2008: October Road (Fernsehserie, 19 Folgen)
- 2008: Choke – Der Simulant (Choke)
- 2008: Short Term 12 (Kurzfilm)
- 2009: Star Trek
- 2009: CSI: Miami (Fernsehserie, Folge 8x01)
- 2009–2010: Lost (Fernsehserie, 5 Folgen)
- 2011: The Trouble with Bliss
- 2011: Criminal Minds (Fernsehserie, Folge 6x14)
- 2011: Justified (Fernsehserie, 7 Folgen)
- 2012: Bones – Die Knochenjägerin (Bones, Fernsehserie, Folge 8x07)
- 2013: The Office (Fernsehserie, Folge 9x14)
- 2013: Jobs
- 2013: Longmire (Fernsehserie, Folge 2x03)
- 2013: Pacific Rim
- 2013: Frozen Ground (The Frozen Ground)
- 2013–2014: The Bridge – America (The Bridge, Fernsehserie, 4 Folgen)
- 2014: Herz aus Stahl (Fury)
- 2014: Draft Day
- 2015: Hawaii Five-0 (Fernsehserie, Folge 5x24)
- 2016: Split
- 2016: Orange Is the New Black (Fernsehserie, 26 Folgen)
- 2017: Sneaky Pete (Fernsehserie, 6 Folgen)
- 2017: Bright
- 2018: MacGyver (Fernsehserie, Folge 2x23)
- 2018: Cold Brook
- 2019: Wounds
- 2020–2021: The Stand – Das letzte Gefecht (Fernsehserie, 6 Folgen)
- 2022: Law & Order: Special Victims Unit (Fernsehserie, Folge 23x17)

## Auszeichnungen
Chlotrudis Award
- 2006: Chlotrudis Award in der Kategorie Bestes Schauspielensemble für Ich und du und alle, die wir kennen gemeinsam mit dem Ensemble

Sundance Film Festival
- 2008: Spezieller Jury Preis in der Kategorie Drama, Werk des Ensembles (Dramatic, Work by an Ensemble Cast) für Choke – Der Simulant gemeinsam mit dem Ensemble

Chicago International Film Festival
- 2009: Besondere Erwähnung in der Kategorie Best Ensemble Cast Performance für Short Term 12 gemeinsam mit dem Ensemble